# 埃塞莱南锡
埃塞莱南锡（法語：Essey-lès-Nancy，法語發音：[esɛ lɛ nɑ̃si]），法国东北部城市，大东部大区默尔特-摩泽尔省的一个市镇，隶属于南锡区，其市镇面积为5.745平方公里，2022年1月1日时人口数量为8,733人，在法国城市中排名第1,183位。
埃塞莱南锡位于默尔特-摩泽尔省南部，省会南锡市区东北部，是南锡的一个近郊卫星城，其境内建有大型开放式商业街区。

## 地名来源

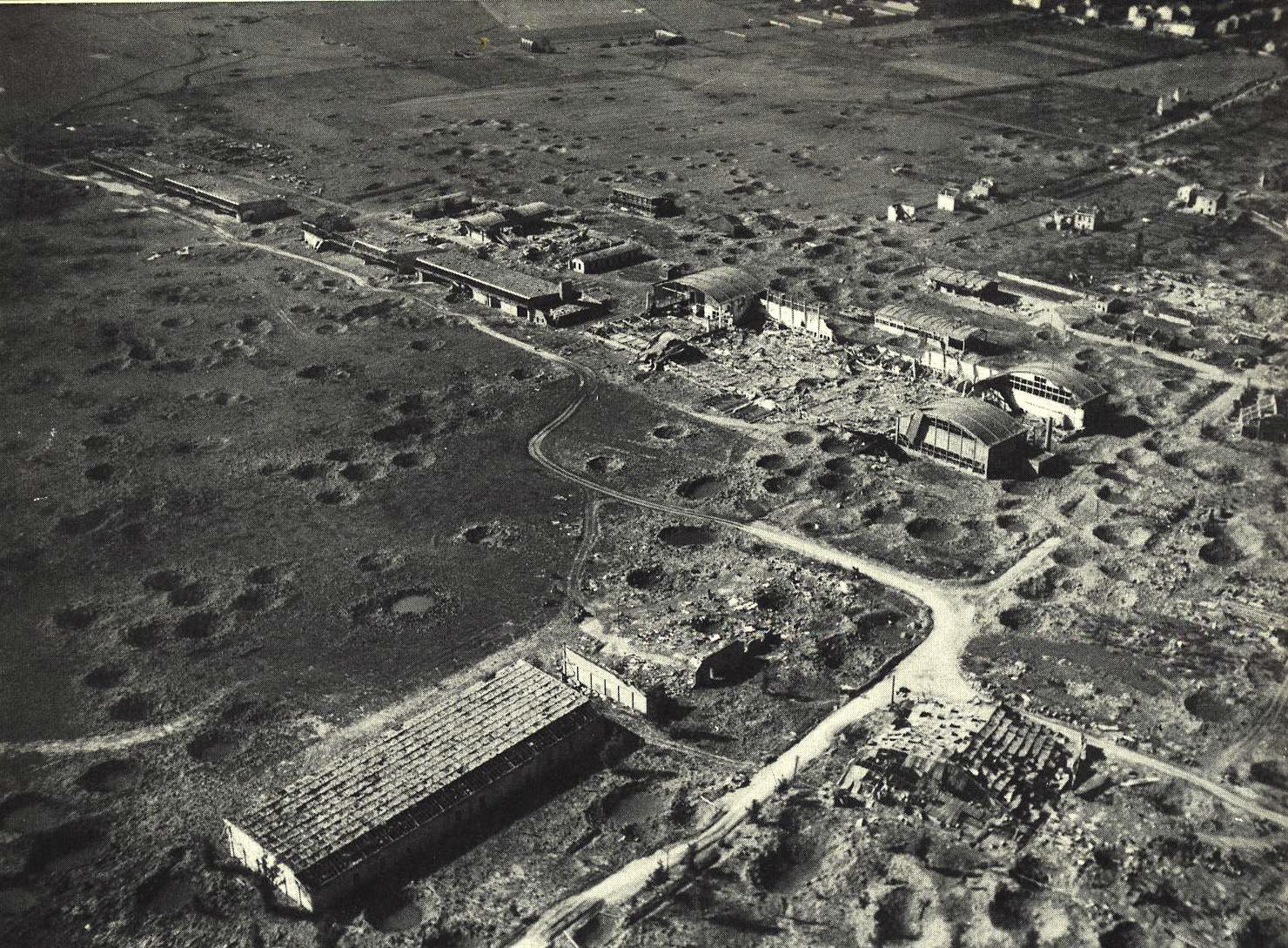
二战末期遭到轰炸的埃塞莱南锡

“Essey”一名可能出自当地历史上的某位领主。“Essey-lès-Nancy”自1793年起成为当地的官方名称。

## 历史
根据当地官方网站的论述，埃塞莱南锡在古典时期为勒克人的一处领地。古罗马人入侵后，该区域成为比利时高卢的一部分。近现代的考古发现证明其境内曾出现过一处奥皮杜姆。中世纪时，埃塞长期为洛林伯国的一部分。宗教战争期间，埃塞曾多次遭到破坏。17世纪初的黑死病疫情使得埃塞人口数量减少了三分之二。法国大革命后，埃塞莱南锡成为默尔特省的一个市镇。普法战争结束后，埃塞莱南锡所在的默尔特省被拆分为默尔特-摩泽尔省。第二次世界大战末期，埃塞莱南锡遭到猛烈轰炸。二战后，随着南锡的城市扩张，埃塞莱南锡境内出现了大批居民建筑，当地人口数量逐年增加。
在地方史研究方面，当地的地方文化爱好者于2017年创建了“Essey l’histoire”联盟。

## 地理

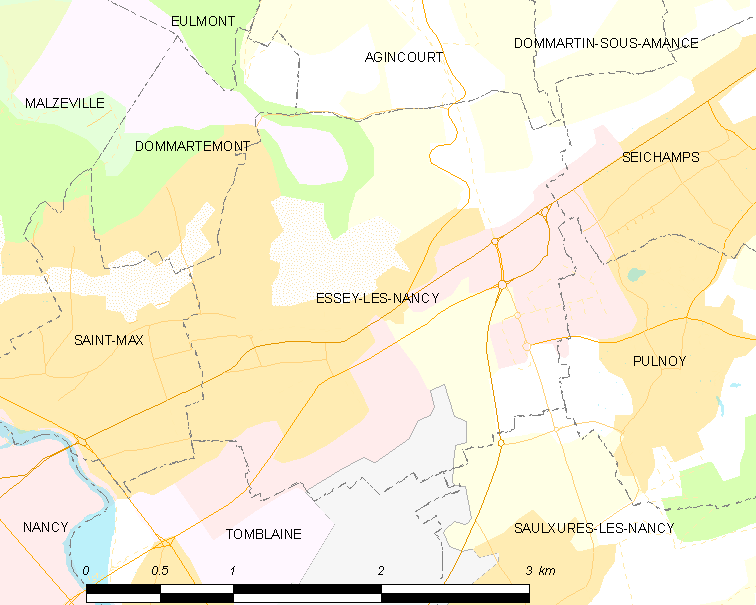
埃塞莱南锡市镇范围地图

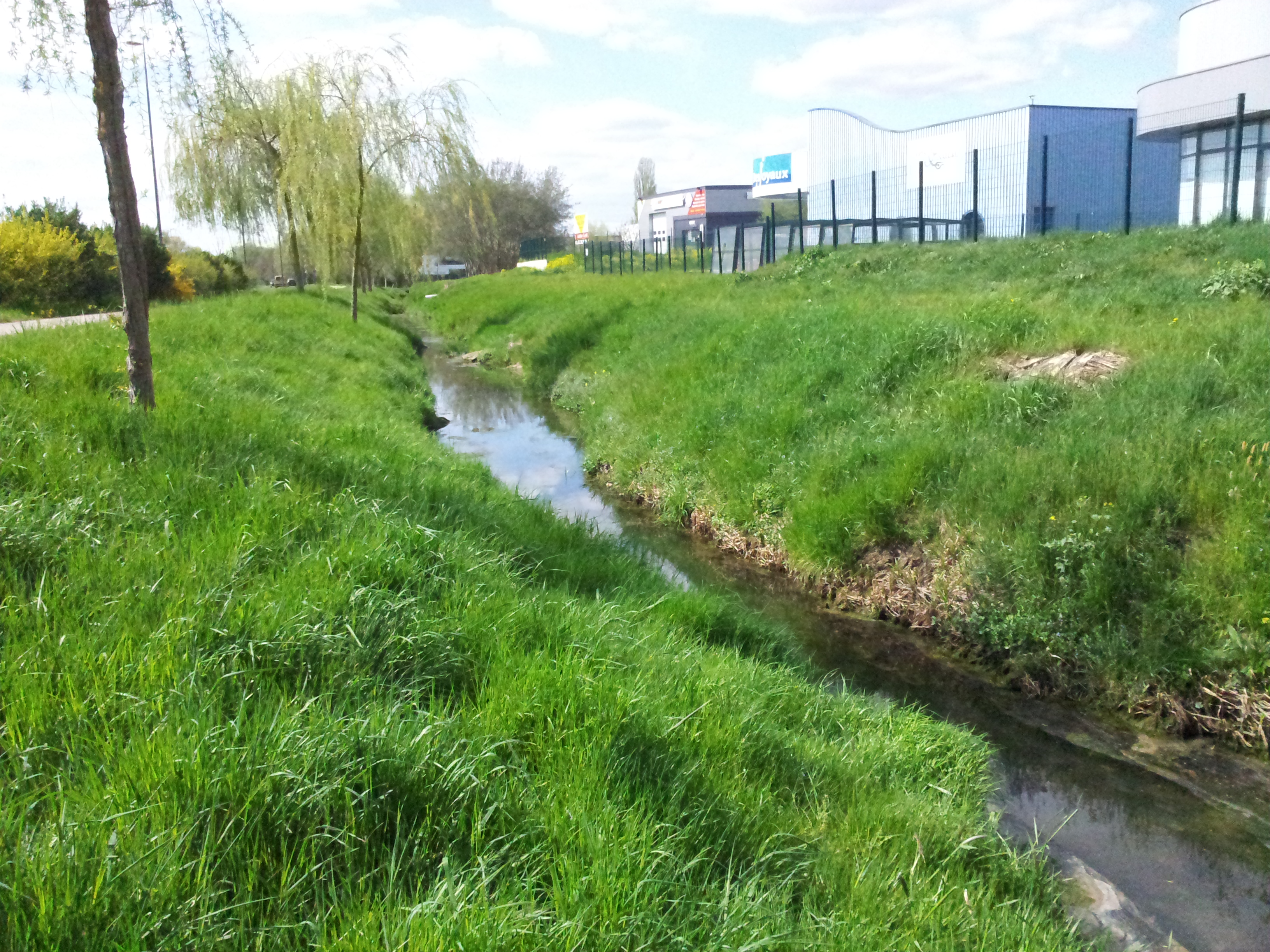
格雷米永溪

埃塞莱南锡位于法国东北部，大东部大区中东部和默尔特-摩泽尔省南部，距离省会南锡大约5公里。与埃塞莱南锡接壤的市镇包括：多马尔特蒙、阿然库尔、多马坦苏萨芒斯、塞尚、圣马克斯、皮尔努瓦、通布莱讷和索尔叙尔莱南锡。

### 地形
埃塞莱南锡位于洛林高原南部延伸地带，境内以平原和浅丘为主，市镇中心地势较为平坦，市区北部为圣热纳维耶芙丘（butte Sainte Geneviève），全境海拔在199到363米之间。

### 水文
埃塞莱南锡位于莱茵河流域范围内，格雷米永溪（ruisseau de Grémillon）自东向西南流经镇中心。

### 植被
埃塞莱南锡属于温带阔叶混交林区，林地广泛分布于市区北部的浅丘地带。
在鲜花城市的评比中，埃塞莱南锡被评为2星级鲜花城市。

### 气候
埃塞莱南锡在柯本气候分类法中属于带有大陆性特征的温带海洋性气候（Cfb）。

## 行政区划
埃塞莱南锡的市镇编号为54184，邮政编号为54270。
在行政管理方面，埃塞莱南锡隶属于法国大东部大区默尔特-摩泽尔省南锡区；在地方选举方面，埃塞莱南锡隶属于圣马克斯县，其市镇范围全境被划入默尔特-摩泽尔省第一选区；在社会管理方面，埃塞莱南锡隶属于大南锡都会区。
埃塞莱南锡市镇范围内的穆赞普雷（Mouzimpré）街区为城市政策优先街区。
法国国家统计与经济研究所（简称）在进行数据统计时，将埃塞莱南锡及相邻的另外27个市镇设为南锡城市核心区，并将包括核心区在内的周边共284个市镇划为南锡城市区。自2020年起，南锡城市区被包含353个市镇的南锡城市辐射区代替。此外，还将埃塞莱南锡市镇分为了四个“块区”（IRIS），以便于统计人口分布情况。

## 交通

### 公路
多条默尔特-摩泽尔省省道在埃塞莱南锡境内交汇。大东部大区下属的城际客运提供巴士线路，可前往萨兰堡。
2019年，76.0%的埃塞莱南锡家庭拥有至少一辆私人汽车。2021年，埃塞莱南锡境内共发生各类交通事故22起，造成26人受伤，其中1人重伤。
|  | 7.3 |

| 南锡-火车城站 | 6 |

| 旺德夫尔 | 8 |

| 萨兰堡 | 27 |

### 铁路
距离埃塞莱南锡最近的运营中的客运铁路车站为6公里外的南锡城站，该站停靠前往巴黎、尼斯方向的高速列车，并开行前往梅斯、斯特拉斯堡、第戎、巴勒迪克、蓬圣樊尚、勒米尔蒙、圣迪耶和隆维等方向的区域列车。

### 航空
距离埃塞莱南锡最近的民用航空站为40公里外的洛林机场。

### 城市公共交通
埃塞莱南锡是南锡城市公共交通（商业名称为）的覆盖范围，后者是大南锡都会区的城市公共交通系统。截至2023年7月，该系统共包括数十条公交线路，其中公交A线、T3线、22路、31a路和31b路经过埃塞莱南锡的市镇范围内。

## 政治
埃塞莱南锡的现任市长为米歇尔·布勒耶先生（Michel BREUILLE），他是一名左翼无党派人士，在2020年的市政选举中获得了64.14%的支持率。
在2022年的法国总统大选中，法国第25任总统埃马纽埃尔·马克龙在埃塞莱南锡获得了63.38%的支持率。

## 人口
2020年，埃塞莱南锡市镇人口数量为8,841，在法国排名第1,183位。其中男性4,096人，女性4,737人，75岁及以上人口占9.7%，外籍人口数量为656人，人口密度为1,538人/平方公里，当地男性居民被称为Ascyens或Ascéiens，女性居民被称为Ascyennes或Ascéiennes。2020年，埃塞莱南锡境内出生111人，死亡人口95人。
| 埃塞莱南锡1901年－2020年人口变化情况 |
|                                      |
| 数据来源：Cassini、INSEE             |

## 经济
埃塞莱南锡是一个区域性的中心城市。截至2023年7月，埃塞莱南锡市镇范围内共有各类用人单位（包含自雇）1,223家，平均历史为19年，其中97.57%为中小型企业（PME），2023年5月至7月间，当地的经济活力指数为0。（体育用品销售）、（快餐）及（快餐）是当地2021年营业额最高的三个企业，分别为4,555,570欧元、3,246,871欧元和2,768,055欧元。

## 财政与居民收入
2021年，埃塞莱南锡的财政收入总额为6,018,520欧元，财政支出总额为5,352,160欧元，当年的债务总额为4,081,250欧元。2021年，埃塞莱南锡市镇通过增值税获得71,200欧元的收入，此外当地还共获得了264,730欧元的国家直接财政补助。
2019年，埃塞莱南锡的人均月收入总额为2,178欧元，其中高级职员为3,635欧元，低于法国平均水平（4,230欧元）；中级职员为2,267欧元，低于法国平均水平（2,411欧元）；普通职员为1,695欧元，亦低于法国平均水平（1,740欧元）。
2019年，埃塞莱南锡境内的贫困率为15%，青壮年（15至64岁）失业率为13.6%；当地47.6%的家庭拥有纳税资格，平均纳税3,687欧元，低于法国平均水平（4,393欧元）。

## 社会事务

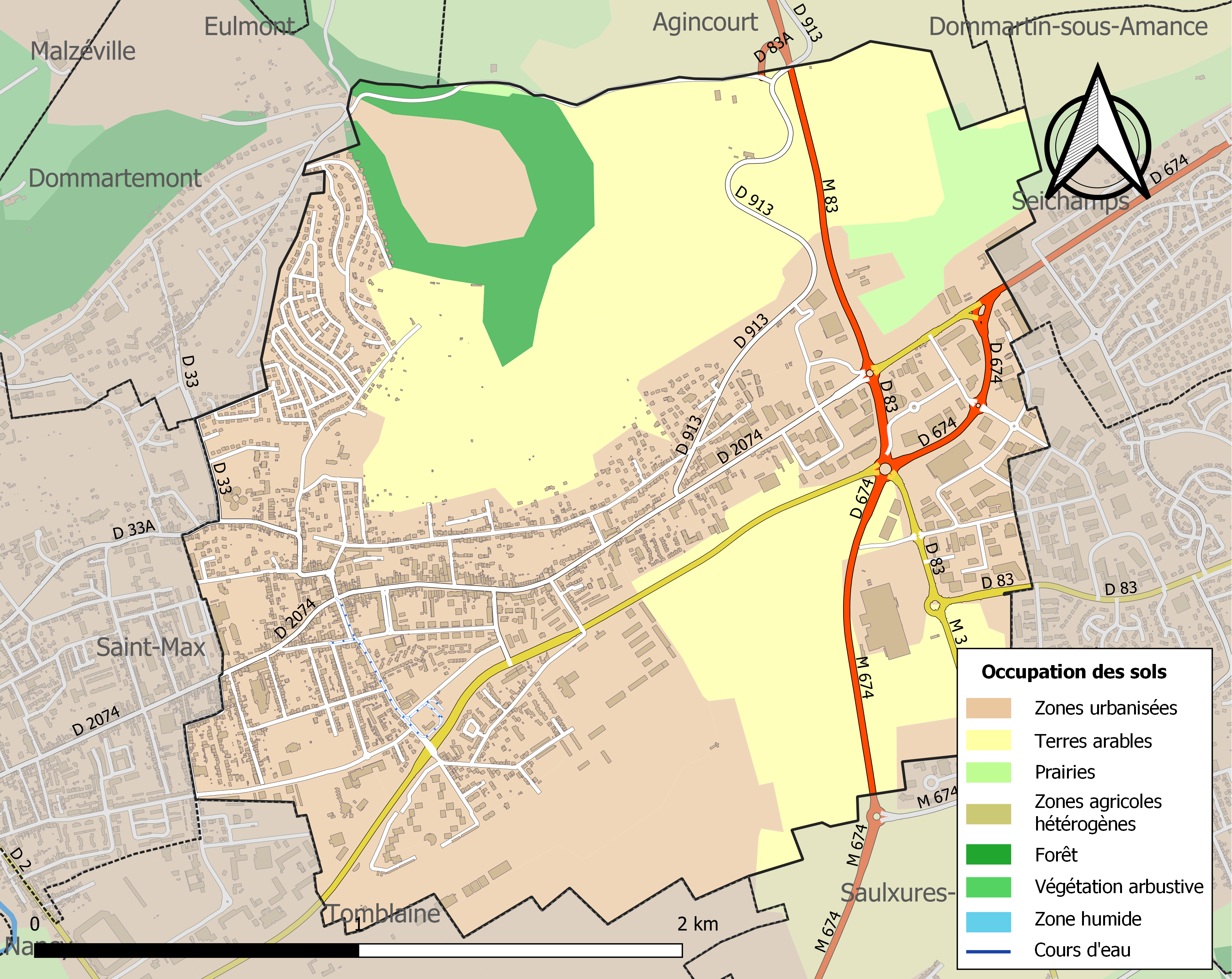
埃塞莱南锡土地利用情况地图

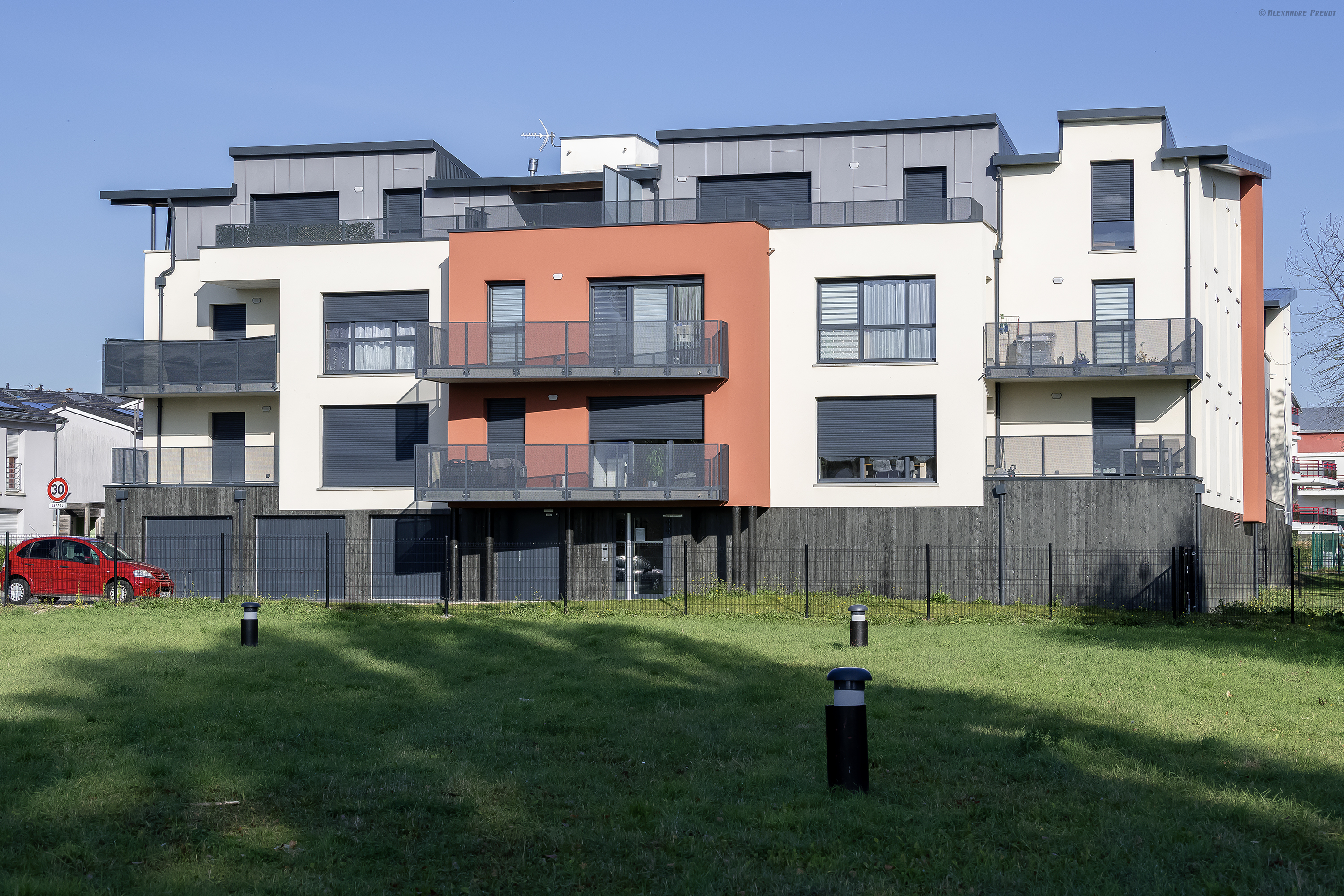
一处居民区

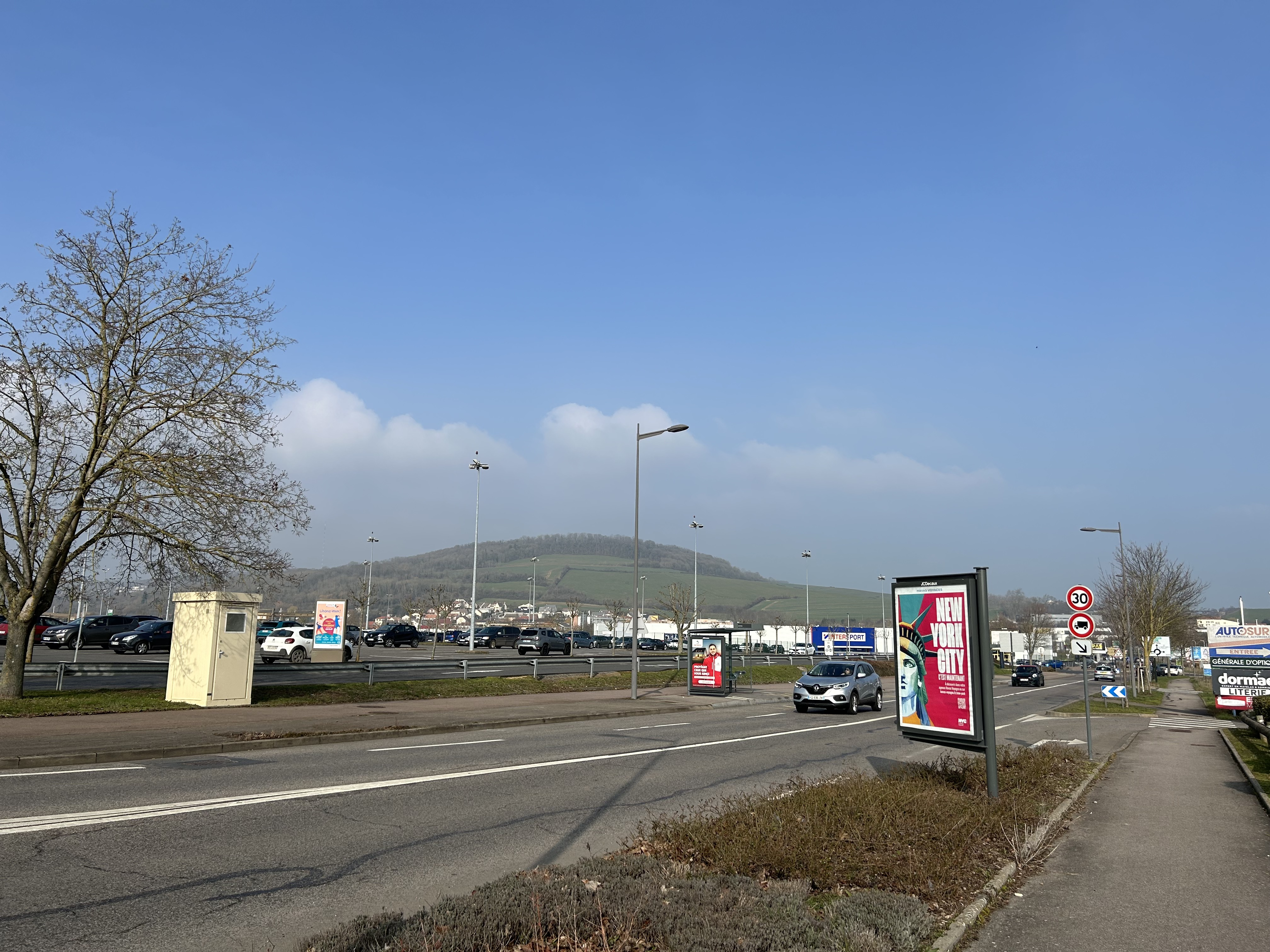
绿门商业中心

### 教育
埃塞莱南锡属于南锡-梅斯学区。截至2021年1月1日，埃塞莱南锡境内共有3所幼儿园、2所小学和1所初级中学。2021至2022学年度，埃塞莱南锡境内共有在校中等教育阶段学生526名。

### 医疗
截至2021年1月1日，埃塞莱南锡境内共有全科医生22名、保健师19名、牙医8名、护士18名、耳科医生3名、皮肤科医生2名和儿科医生6名。境内共有药房3家、残疾人帮扶中心2家。
南锡大学区域中心医院是法国的一个区域性医疗机构，也是一个大学教学医院，其下属的中心医院（Hôpital Central）位于南锡市区，距离埃塞莱南锡的正常车程在10分钟以内，该院设有床位343个。

### 住房
2019年，埃塞莱南锡境内共有各类住房4,675套，其中34.8%为独立式居民区，64.4%为集中式居民区。常住房屋占埃塞莱南锡市镇范围内居民建筑总量的92.3%。
在住房保障政策方面，2021年，埃塞莱南锡境内共有965户家庭获得了住房经济补助，受益人数占总人口数量的10.9%，其中941份为房租补助。

### 商业
2021年，埃塞莱南锡境内共有各类实体商铺232家，其中餐厅29家、大型超市7家、杂货店4家、面包房5家、肉铺4家、书店2家、装饰品店6家、银行门店6家、美容美发店14家、汽车维修店29家。市区东部建有“Porte Verte”大型开放式商业街区，有Cora、Action、Aldi、Grand Frais等大型商场。

### 体育
2021年，埃塞莱南锡境内共有2间体育馆、2座综合体育场、8处网球场、1处足球或橄榄球场以及1处篮球或排球场。
截至2023年7月，埃塞莱南锡境内暂无任何注册足球俱乐部。圣马克斯-埃塞足球俱乐部（Saint Max Essey Football Club，编号541196）的注册地址位于圣马克斯。

### 环境
埃塞莱南锡的环境事务由其所属的大南锡都会区联合各级政府协调负责。2021年，埃塞莱南锡境内暂无污染企业。

### 治安
埃塞莱南锡及其附近的共20个市镇是南锡警区（zone police de Nancy）的管辖范围。2020年，该宪兵队累计记录各类案件13,080起，其中盗窃类案件6,499起，经济类案件2,106起，毒品交易类案件594起。

## 文化

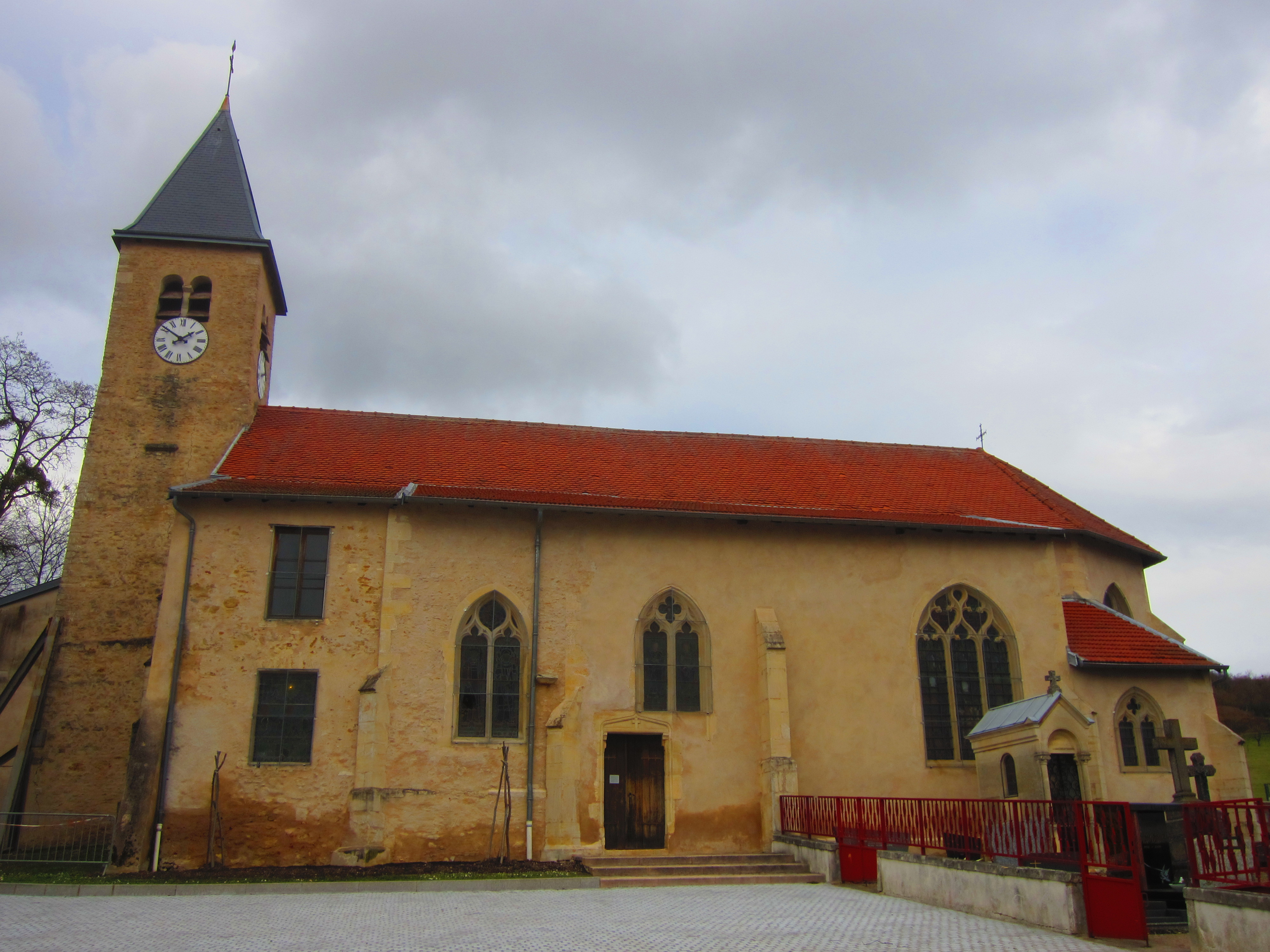
圣乔治教堂

2021年，埃塞莱南锡境内暂无任何文化设施。埃塞莱南锡市政府提供多媒体中心，每周一、三、六向公众开放。

### 建筑
埃塞莱南锡境内有多处历史建筑，其中圣乔治教堂为法国国家文物保护单位。

### 旅游
埃塞莱南锡的旅游事务由其所属的大南锡都会区负责。2022年，埃塞莱南锡境内共有2家酒店共计98间房间。

### 媒体
法国主要的媒体均可在埃塞莱南锡接收，法国电视三台下属的大东部大区频道在部分时段播出埃塞莱南锡所在默尔特-摩泽尔省的地方新闻。《东部共和报》、南锡加勒比广播、蓝色法兰西南洛林广播等是当地主要的地方性媒体。

## 相关人物
法国足球运动员格雷戈里·维姆贝、雷米·沃尔特和贝宁足球运动员鲁迪·格斯特德出生于埃塞莱南锡。

## 友好城市
截至2023年7月，埃塞莱南锡共与一座城市建立了友好城市关系：
- 德国 布里加赫塔尔（1983年）